# 腰まで泥まみれ
「腰まで泥まみれ」（こしまでどろまみれ、Waist Deep in the Big Muddy）は、ピート・シーガーが1966年に書いた楽曲で、1967年にテレビ番組『スマザーズ・ブラザーズ・コメディー・アワー (The Smothers Brothers Comedy Hour)』のために収録した演奏が、放送から削除されたことで知られている。

## 物語
この歌は、1942年にルイジアナ州のある川で、偵察行動の訓練として渡河を行なおうとした小隊のことを語っている。軍曹の心配を高圧的に無視した大尉（隊長）は、先頭に立つ自分に続いて前進しろと命じ、最後は首まで泥に浸かる状態になる。突然、大尉は溺れ、軍曹は直ちに小隊にもとの川岸まで戻るよう命じる。上流で流れが合流し、水深が深くなっていたことに大尉は気づいていなかったのである。語り手は、この話の明らかな教訓を改めて語ることはせず、その代わりに、この国が権威主義的な愚か者によって同じような危機にあると新聞で読んだと述べる。歌詞の各連は「the big fool said to push on」という語句で結ばれるが、最後のふたつの連（第5、6連）では現在時制で語られ（「the big fool says to push on」）、第4連だけは「the captain dead and gone」と結ばれている。この物語は、実際に1956年に起こったリボン・クリーク事件の顛末に通じるところがある。

## 意義
この歌は、ベトナム戦争と、アメリカ合衆国をどんどん評判が悪くなっていく戦争の深みへと進めていく大統領リンドン・ジョンソンの紛争拡大政策を象徴したものと受け止められた。歌詞の第3連で、異論を進言する軍曹に対し、大尉が「Nervous Nelly（臆病者）」と叱責するところは、ジョンソンが戦争への批判に対して口にしていた表現を真似たようである。この曲をコンサートやデモ行進などの際に演奏していたシーガーは、1967年に『スマザーズ・ブラザーズ・コメディー・アワー』に出演依頼を受けた。シーガーは、この曲を歌うことを決め、9月の番組収録時にこの曲を演奏したが、CBSの経営陣はこの曲の政治性を嫌い、この曲の放送を自主規制した。番組のホストであるスマザーズ・ブラザーズからの強い抗議を受け、CBSは後に態度を軟化させ、1968年2月25日放送のこの番組にシーガーが出演し、この曲を演奏することを認めた。皮肉なことに、最初にこの曲を収録した当時のシーガーは、CBS傘下であったコロムビア・レコードと契約しており、この曲を新しいアルバム『Waist Deep in the Big Muddy and Other Love Songs』（1967年）に吹き込んだばかりであった。この放送された演奏の場面は、DVD『The Best of the Smothers Brothers』にも収録された。

## おもなカバーなど
リチャード・シンデルは、2005年のアルバム『Vuelta』にこの曲のカバーを収録した。
ディック・ゴーハンは、1997年のアルバム『Sail On』にこの曲のカバーを収録した。
ジョン・マカッチョンは、2007年のアルバム『This Fire』にこの曲のカバーを収録した。
後にシーガーに関わる曲を集めたアルバム『We Shall Overcome: The Seeger Sessions』を出すことになるブルース・スプリングスティーンは、「Waist deep in the big muddy」という歌詞を、1992年の曲「The Big Muddy」のコーラス部に使用した。
この歌は1971年にグレアム・オールライトがフランス語に訳し、「Jusqu'à la ceinture」（「ベルト（腰）まで」の意）という題で発表した。
この歌はアレクサンドル・ドルスキー (Дольский, Александр Александрович)がロシア語に訳し（「Баллада о капитане」＝「大尉のバラード」の意）、「ソ連にとってのベトナム戦争」と称されたアフガニスタン紛争中の1980年代に、自身のコンサートで演奏していた。この曲は、1988年のLPアルバム『Пейзаж в раме』に収録され、その後、CDも発売された。
アルバム『Revival』に収録されたジョン・フォガティの歌「Deja Vu All Over Again」は、歌詞の中で「Big Muddy」に言及している。

### 日本語による歌唱
1967年のピート・シーガーの日本公演でこの曲に接した中川五郎は、すぐに訳詞を作って日本語で歌い始めた。1969年には、URCレコードから出された六文銭とのアルバム『六文銭/中川五郎』にこの曲が収録され、この音源は2003年にリリースされたコンピレーションCDボックスセット『関西フォークの歴史 1966～1974』にも収録された。また中川は、中川五郎&真黒毛ぼっくすとして発表された2007年のCD『腰まで泥まみれ』でも、この曲を取り上げている。
中川訳による歌唱は様々な歌手によって行なわれており、1969年にURCからリリースされた岡林信康のライブ・アルバム『岡林信康リサイタル』にも収録されている。2015年には、元ちとせがアルバム『平和元年』に収録している。